# Aktion Rose
Die Aktion Rose war eine Maßnahme der DDR-Regierung zur Verstaatlichung von Hotels, Erholungsheimen, Taxi- und Dienstleistungsunternehmen im Februar 1953. Der Schwerpunkt lag auf den Badeorten der Ostseeküste, insbesondere Rügen. Wegen angeblicher Verstöße gegen das „Gesetz zum Schutz des Volkseigentums und anderen gesellschaftlichen Eigentums“ (VESchG) kamen über 400 Unternehmer in Haft.
1961 trugen auch Maßnahmen zum Bau der Berliner Mauer die Bezeichnung „Aktion Rose“.

## Politische Hintergründe
Die „Aktion Rose“ diente als Fallbeispiel für die staatlichen Enteignungsvorhaben der SED, speziell der strikten Umsetzung des Volkseigentumsschutzgesetzes  vom September 1952. Die Justiz der DDR wollte mit flächendeckenden, schnellen Strafverfahren und abschreckenden Zuchthausstrafen für die Mittelständler der Ostseeküste ein Exempel statuieren, um die Überführung von Betrieben in Volkseigentum zu beschleunigen. Ein weiterer Grund für die Aktion war militärischer Art: Um den Nordosten Rügens (Glowe und Umgebung) zu einem Kriegshafen ähnlich Murmansk auszubauen und eine „Schutzzone Ostsee“ einzurichten, benötigte die DDR viele Immobilien zur Unterbringung von Soldaten, Arbeitern und Volkspolizisten. Dies ließ sich durch Zwangsenteignungen rasch einrichten. Für das als Großunternehmen geplante Vorhaben des Baus eines Kriegshafens in der Ostsee wurden bis zu 5000 Zwangsarbeiter in einem Straflager bei Glowe untergebracht. Es gab sogar schon Entwürfe einer Wohnstadt für 100.000 Menschen. Für das Großvorhaben war eigens ein Betrieb gegründet worden, der VEB Bau-Union Nord; er unterstand direkt dem Innenministerium. Die DDR sollte damit einen Marinestützpunkt von den Ausmaßen des Hamburger Hafens erhalten. Bereits im Juni 1953 wurde die gemeinsam mit der Sowjetunion geplante Anlage erheblich reduziert. Die Aktion Rose wurde zudem  massiv von propagandistischen Mitteln begleitet, etwa aggressiven Zeitungsartikeln, die gezielt gegen die als „Gauner“ bezeichneten Besitzer von  Ferien-Vermietungseinrichtungen gerichtet waren.
Ein anderer Zweck der Aktion war die Bereitstellung von Ferienunterkünften für den FDGB-Feriendienst und für die großen volkseigenen Betriebe, speziell der für den Uranabbau im Erzgebirge eingerichteten Sowjetisch-Deutschen SDAG Wismut. Für diese wurden im gleichen Jahr im Stil der damaligen Moskauer „Zuckerbäckerarchitektur“ (siehe auch die Ostberliner Stalinallee) sogenannte Kulturhäuser errichtet, beispielsweise 1953 in Zinnowitz auf Usedom.

## Ablauf der Aktion Rose
Laut Akten der Bezirksbehörde der Volkspolizei Rostock wurde die Aktion seit dem 2. Januar 1953 vorbereitet. Am 23. Januar bildete sich in Rostock die Einsatzleitung, der auch der spätere DDR-Generalstaatsanwalt Josef Streit angehörte. Die Aktion Rose begann am 10. Februar. Es nahmen 400 Volkspolizisten daran teil. Laut Einsatzprotokoll vom 10. Februar sangen sie auf dem Weg ins Einsatzgebiet in den Autobussen

„revolutionäre und Heimatlieder. [...] Dann ging es nach drei Stunden Schlaf an die Arbeit. Jeder einzelne war davon überzeugt, daß er bei diesem Einsatz einen persönlichen Anteil bei der Schaffung der Grundlagen des Sozialismus in der DDR leistet.“

Die Polizisten waren geschult worden, gezielt nach Verstößen gegen das VESchG zu suchen. Zu den in den nachfolgenden Strafgerichtsprozessen relevanten „Belastungsmaterialien“ gehörten insbesondere Belege über
- Kontakte nach Westdeutschland
- DDR-kritische Gesinnung
- „faschistische Tätigkeit“ vor 1945
- sowie das Anlegen von Lebensmittelvorräten.

Auch das Hören des Westsenders RIAS wurde geahndet. Die Polizisten – darunter viele, die erst in der Ausbildung waren – hatten einen Monat Zeit für ihre Ermittlungen und versetzten die Betreiber von Einrichtungen an der Ostsee in Angst und Schrecken. 440 Hotels und 181 andere »Objekte« – Gaststätten, Villen, Grünstücke – wurden »in Volkseigentum überführt«. Immobilien im Wert von 30 Millionen Mark wechselten den Besitzer.
Falco Werkentin zeichnet den Fall der Leiterin eines Kinderheimes nach, die am 16. Februar verhaftet und am 6. März zu 16 Monaten Zuchthaus verurteilt wurde, unter anderem weil sie einen Zentner Zucker nicht gemeldet hatte, den sie angeblich zum Kochen von Marmelade für die Kinder benötigte. Später kam auch die Tochter der Heimleiterin als Besitzerin des Kinderheims vor Gericht. Am 1. April wurde ihr Vermögen eingezogen und eine Haftstrafe von neun Monaten über sie verhängt, weil die Volkspolizisten der Aktion Rose bei der Hausdurchsuchung zwei Quittungen aus West-Berlin bei ihr gefunden hatten – für ein paar Stiefel (27 Westmark) und einen Mantel (684 DDR-Mark). Im Urteil hieß es:

„Es geht nicht an, daß sie ihr Geld im Gebiet unserer Republik verdient, um es nach Westberlin zu bringen, wo es nur zur Vorbereitung eines Dritten Weltkrieges Verwendung findet.“

Die Presse begleitete die Aktion mit Artikeln wie diesem:

„Wir stellen vor: Schieber unter sich. Fröhliche Feste mit reich gedeckten Tafeln, voller Sekt und Champagner bis zum Überfluß, waren bei ihnen nicht selten. So gefiel ihnen das Leben. Und dafür konnten die Hausangestellten zehn bis zwölf und noch mehr Stunden am Tage arbeiten“

Ähnlich wie in diesem Fall wurden viele Geschäftsinhaber unter dem Vorwand der Wirtschaftskriminalität oder Agententätigkeit für den Westen in Schnellverfahren verurteilt, daraufhin enteignet und ins Zuchthaus gebracht (viele nach Bützow-Dreibergen) oder in weit entfernte Regionen der DDR zwangsumgesiedelt. 219 Personen entzogen sich der Festnahme durch eine Flucht aus der DDR, was ihre automatische Enteignung zur Folge hatte. Die Prozesse wurden zentral beim Kreisgericht Bützow geführt.
Die enteigneten Hotels und Pensionen sollten offiziell dem FDGB überschrieben oder über das volkseigene Reisebüro vermittelt werden. Tatsächlich wurden zunächst Unterkünfte für die Kasernierte Volkspolizei (KVP) geschaffen. Aufgrund der militärischen Planungen und des Stillstands der enteigneten Hotelbetriebe brach der Fremdenverkehr auf Rügen 1953 fast völlig zusammen.

## Entwicklung nach dem 17. Juni 1953
Nach dem Volksaufstand am 17. Juni 1953 wurden viele Hotelbesitzer aus dem Zuchthaus entlassen. Rehabilitiert wurden sie jedoch nicht, lediglich eine Teilnutzung ihrer Hotels wurde ihnen zugestanden. Viele entschlossen sich zum Verlassen der DDR.

## Klärung der Eigentumsverhältnisse nach der Wiedervereinigung
Im Rahmen der Deutschen Wiedervereinigung wurden nach 1990 die Immobilien vieler Hotelbesitzer rückübertragen, vorwiegend jedoch derer, die aus dem Westen zurückkamen. Die Besitzer, die nach der Aktion Rose ihre Immobilien weiter führten, konnten aufgrund der vorgeschriebenen niedrigen Mieten und weiterer Einschränkungen kaum in ihre Objekte investieren, so dass die Häuser einem schleichenden Verfall unterlagen und oft in den 1970er Jahren zu geringen Preisen verkauft wurden. Sehr viele Gebäude wurden zweckentfremdet oder umgewidmet. In der DDR verbliebene ehemalige Besitzer, denen dieses Unrecht widerfahren war, wurden zwar auf Antrag rehabilitiert, jedoch meistens nicht für den materiellen Verlust entschädigt. Auch eine Rückübertragung war nicht möglich. Manchen wurde der Rückkauf zum Verkehrswert angeboten, was sich die wenigsten von ihnen leisten konnten.